# خورشیدگرفتگی ۱۲ سپتامبر ۲۰۷۲
خورشیدگرفتگی ۱۲ سپتامبر ۲۰۷۲ (به انگلیسی: Solar eclipse of September 12, 2072) یک خورشیدگرفتگی از نوع خورشیدگرفتگی کامل است. این خورشیدگرفتگی در تاریخ ۱۲ سپتامبر ۲۰۷۲ میلادی (‎۲۲ شهریور ۱۴۵۱ خورشیدی) روی خواهد داد که زمان اوج آن، ساعت ۸:۵۹:۲۰ به‌وقت ساعت هماهنگ جهانی است. مدت زمان و طول این خورشیدگرفتگی ۲ دقیقه و ۱۳ ثانیه خواهد بود.

## خورشیدگرفتگی‌های ۲۰۷۲–۲۰۶۹
این مجموعه از خورشیدگرفتگی‌ها تقریباً هر ۱۷۷ روز و ۴ ساعت (یک نیم‌سال) به تناوب در مدارهای دیگر ماه تکرار می‌شوند.
| ۱۲۰ | خورشیدگرفتگی ۲۱ آوریل ۲۰۶۹ جزئی | ۱۲۵ | خورشیدگرفتگی ۱۵ اکتبر ۲۰۶۹ جزئی   |
| ۱۳۰ | خورشیدگرفتگی ۱۱ آوریل ۲۰۷۰ کامل | ۱۳۵ | خورشیدگرفتگی ۴ اکتبر ۲۰۷۰ حلقوی   |
| ۱۴۰ | خورشیدگرفتگی ۳۱ مارس ۲۰۷۱ حلقوی | ۱۴۵ | خورشیدگرفتگی ۲۳ سپتامبر ۲۰۷۱ کامل |
| ۱۵۰ | خورشیدگرفتگی ۱۹ مارس ۲۰۷۲ جزئی  | ۱۵۵ | خورشیدگرفتگی ۱۲ سپتامبر ۲۰۷۲ کامل |